# Penny Paradise
Penny Paradise is een Britse filmkomedie uit 1938 onder regie van Carol Reed.

## Verhaal
In Liverpool gelooft de kapitein van een sleepboot dat hij een fortuin heeft gewonnen met de voetbaltoto. Hij zegt zijn baan op en geeft een groot feest. Dan komt hij erachter dat hij misschien helemaal niets heeft gewonnen. 

## Rolverdeling
| Acteur          | Personage     |
| --------------- | ------------- |
| Edmund Gwenn    | Joe Higgins   |
| Betty Driver    | Betty Higgins |
| Jimmy O'Dea     | Pat           |
| Ethel Coleridge | Tante Agnes   |
| Maire O'Neill   | Weduwe Clegg  |
| Jack Livesey    | Bert          |
| Syd Crossley    | Oom Lancelot  |